# Nico Bolkestein
Nicolaas (Nico) Bolkestein (Den Haag, 27 juli 1910 - Deventer, 3 december 1993) was een Nederlands politicus en bestuurder voor de Partij van de Arbeid. 
Bolkestein studeerde rechten en was vanaf 1939 namens de SDAP lid van Gedeputeerde Staten van Groningen. Tijdens de Tweede Wereldoorlog werd hij door de Duitsers gearresteerd en gevangen gezet in het Kamp Sint-Michielsgestel. 
Na de bevrijding was hij van 1946 tot 1950 raadsheer bij het Bijzonder Gerechtshof in Leeuwarden, dat belast was met de zuivering in Noord-Nederland. Hij werd in die tijd ook weer in de Gedeputeerde Staten van Groningen gekozen, ditmaal voor de PvdA.
Vervolgens was hij burgemeester van Middelburg (1950-1957) en Deventer (1957-1975). Bij zijn afscheid in laatstgenoemde stad richtte hij de Stichting mr. N. Bolkesteinfonds op, die kleine verfraaiingen in de openbare ruimte financiert. 
Bolkestein was ridder in de Orde van de Nederlandse Leeuw en officier in de Orde van Oranje-Nassau. Hij was gehuwd met de kinderarts Emma Bolkestein-Pull (1918-2012), met wie hij verscheidene kinderen kreeg. Hij overleed in 1993 op 83-jarige leeftijd in Deventer.
- Gemeinsame Normdatei: 1212536096
- International Standard Name Identifier: 0000 0000 7110 115X
- Library of Congress Control Number: no2009137169
- Nederlandse Thesaurus van Auteursnamen: 073774294
- Virtual International Authority File: 100735887
- WorldCat: E39PBJwHd4DWBMbxGmXXBkxVYP